# Klášter Maubuisson
Klášter Maubuisson je cisterciácký klášter u Saint-Ouen-l'Aumône ve francouzském departementu Val-d'Oise.
Byl založen roku 1236 královnou Blankou Kastilskou a financováním stavby byli pověřeni templáři. Kdysi fungoval jako klášter pro dívky z dobrých rodin, občasné sídlo královny matky a také jako královské pohřebiště. Význam opatství začal povážlivě klesat v 18. století, kdy byl radikálně snížen počet sester a roku 1793 byla z kláštera vojenská nemocnice.
Architektonické památky z kláštera jsou dnes umístěny v Louvru a Saint-Denis.